# Що за божевільний Всесвіт
Що за божевільний Всесвіт (англ. What Mad Universe) — науково-фантастичний роман, написаний у 1949 році американським письменником Фредріком Брауном. Він сатирично висміює багато конвенцій американської журнальної наукової фантастики 1940-х років, одночасно включаючи такі стереотипні елементи в цілісний альтернативний всесвіт, що діє на своїх власних умовах.

## Короткий зміст
Кіт Вінтон — редактор науково-фантастичного журналу, який працює наприкінці 40-х, коли жанрові фантастичні журнали ще не поступилися місцем телевізійним шоу. Разом зі своєю чарівною колегою Бетті (співробітницею журналу «Романтичні історії», в яку він негласно закоханий) він відвідує свого боса в його елегантному маєтку в Катскілл, на жаль, у той же день, коли має відбутися запуск експериментальної ракети з високовольтним генератором, який можна буде побачити, як він розряджається на поверхні Місяця. Бетті мусить повернутися до Нью-Йорка. Кіт лишається на самоті в саду своїх друзів, глибоко занурений у свої роздуми, коли раптом генератор ракети (запуск якої закінчився невдачею) падає на будинок його друзів і розсіює свій гігаватний електричний заряд прямо на місці, де стоїть Кіт. Потужний енергетичний заряд дозволяє його фізичній формі «переміститися» крізь виміри, переносячи його до дивного, але оманливо схожого паралельного всесвіту.
На перший погляд, вулиці виглядають так само, їздять ті самі машини, люди носять той самий одяг (і він також знає деяких з них, хоча іноді вони не знають його), а по радіо лунають знайомі мелодії оркестру Бенні Гудмена. Але в цій, здавалося б, знайомій реальності є багато непоєднуваних елементів. З дикими очима Кіт дивується, коли бачить, як кредити замінили долари; вражений, коли зустрічає легко одягнених дівчат з пін-апу, які водночас є астронавтками; впадає в ступор, коли зустрічає свого першого місячного аборигена, який відпочиває на Землі. Він випадково дізнається, що таке невинне заняття, як колекціонування монет, може призвести до того, що його запідозрять, ніби він арктуріанський шпигун. А оскільки арктуріанці володіють неймовірними розумовими здібностями й прагнуть знищити людство, будь-яка така підозра може призвести до розстрілу на місці. Врятувавшись від шпигунського переляку, він виявляє, що в Нью-Йорку немає нічного життя; панує суцільна непроникна темрява, і блукання абсолютно темною Таймс-сквер може призвести до фатальної зустрічі з жахливими Ночниками. Намагаючись зорієнтуватись у цьому заплутаному світі, Вінтон виявляє, що, хоча міжзоряні космічні польоти та війни з прибульцями стали повсякденною реальністю, наукову фантастику все ще пишуть і читають. Він вирішує, що найкращим способом заробляти на життя для нього було б писати наукову фантастику. Але це виявилося черговою помилкою, через яку він потрапляє під жорсткий прес грізного WBI (Всесвітнього бюро розслідувань) і опиняється під загрозою бути розстріляним як шпигун.
Як редактор наукової фантастики, Кіт зневажав космічну оперу, але тепер він живе у «Божевільному Всесвіті», де найбільш типові аспекти цього піджанру є фактичною, повсякденною реальністю. Спочатку схильний вважати все це дещо надуманим, він отримує догану від своєї коханої Бетті, яка живе у цьому світі: «Ти думаєш, що небезпека знищення всього людства — це жарт?» Щоб мати хоч якусь надію повернутися до свого світу, він мусить зв'язатися з неймовірно «більшим за життя» героєм, який очолює боротьбу людства проти арктуріанської загрози за допомогою «штучного мозку» Меккі, свого напарника. Для цього Вінтон повинен знову спуститися на дуже небезпечні вулиці нічного Нью-Йорка. Він вступає в контакт зі злочинним світом, який включає як гангстерів з автоматами, так і проксиманів, здатних спалити вас дотла, простим фокусуванням червоної лінзи ока, встановює партнерство з відчайдушним злочинцем, викрадає приватний космічний корабель багатого сенатора Сполучених Штатів, вивчає космічну навігацію за одну ніч і ледь не потрапляє під вибух військового корабля за те, що він увійшов у заборонений сектор космосу, перш ніж, нарешті, долучається до відчайдушного плану останньої хвилини, щоб зупинити натиск жахливої інопланетної суперзброї на Сонячну систему та Землю. Зрештою, Вінтон не має іншого вибору, окрім як самому взяти на себе роль відчайдушного космічного героя, розпочавши майже самогубну одноосібну атаку на жахливий корабель прибульців. Наступної хвилини він може загинути, або ж його просто відкине назад у його власний світ. Але чи справді він хоче повернутися до свого буденного життя у світі здорового глузду? Чи може він потрапити до світу, який хоч трохи кращий?

## Стиль
«Божевільний Всесвіт» сповнений гумору, який здебільшого випливає з опису культурного шоку, який відчуває головний герой, і дивних речей, які є у всесвіті, як-от швейні машинки, що відкривають шлях до космічної подорожі. У цій хронології Герберт Веллс написав не вигадану розповідь про вторгнення марсіан на Землю⁣, а політичний трактат, який рішуче засуджує людське вторгнення і колонізацію Марса. Напівсерйозний, напівгумористичний погляд на сучасне суспільство та реальність нашого світу, його безтурботний тон буде розвинутий у наступних книгах, особливо в його праці 1955 року «Марсіани, повертайтеся додому».
Ідея про те, що людство зіткнулося з непримиренно ворожим інопланетним видом, який прагне його знищити та з яким неможливі жодні переговори чи компроміси, перегукується з раннім оповіданням Брауна «Арена».

## Рецензція
Бучер і МакКомас назвали «Що за божевільний Всесвіт» найкращим фантастичним романом 1949 року, посилаючись на його «суміш гумору, логіки, жаху та сатири». П. Шуйлер Міллер похвалив роман як «веселе рагу з добре перевірених інгредієнтів, поданих з тією важливою різницею смаку». К. Бен Острандер зробив рецензію на перевидання «Що за божевільний Всесвіт» 1978 року в журналі «The Space Gamer» № 18. Острандер прокоментував: «Цим романом Браун розповідає нам дещо про нас самих як читачів наукової фантастики. Це послання сьогодні так само актуальне, як і в 1949 році, коли він був уперше опублікований».
Ворд Смайт зазначив, що «Сервантес прагнув написати сатиру на лицарські романи, дуже поширений літературний жанр його часу. Врешті-решт він створив Дон Кіхота, одного з найкращих вигаданих мандрівних лицарів (на думку багатьох, найкращого з них). Сатира Фредеріка Брауна про космічну оперу — це сатира, так, але вона також є одним із найкращих прикладів космічної опери…».
Роман цитується у фільмі Лоуренса Блока «Злодій, який зустрів Фредріка Брауна» (2022), який включає власний сюжет альтернативного всесвіту, що є прямим вшануванням «Що за божевільний Всесвіт».